# Bittacus laevipes
Bittacus laevipes är en näbbsländeart som beskrevs av Navás 1909. Bittacus laevipes ingår i släktet Bittacus och familjen styltsländor. Inga underarter finns listade i Catalogue of Life.